# 苹果园站
苹果园站是一个位於中华人民共和国北京市石景山区苹果园街道与古城街道交界，苹果园路与苹果园南路之间，是北京地铁6号线和S1线的地铁换乘站。
本站在1973－2020年间曾作为北京地铁1号线的西端终点站运营。1号线的部分因為配合蘋果園交通樞紐建設，目前仍在施工，2021年12月31日6号线和S1线的部分正式啟用。

## 历史和发展
蘋果園站，原稱51號站。苹果园站原为402线其中的一个战备车站，与古城站无直接连接，在一期工程西段接近建成时规划部门才提出将401线通过古城联络线延长至苹果园站，到达苹果园站的列车可通过车站西侧的单渡线折返。
在北京地铁通车初期，苹果园站并不对外开放，后来因为古城站设计缺陷导致其折返能力不足，故北京地铁1号线由原来的终点站古城站于1973年4月23日延长至苹果园站。本站在1973~2020年间曾作为北京地铁1号线的西向终点站运营。蘋果園站關閉後，北京地鐵自此全線所有車站都已設有屏蔽门。
为解决职工子女待业的问题，1981年，地铁修建队组织部分员工与待业青年在苹果园站开办饭馆:346。
苹果园站于1992年2月20日至4月25日封閉兩個月，以便進行拆除原有的道床及鋪設新道盆之改造工程。

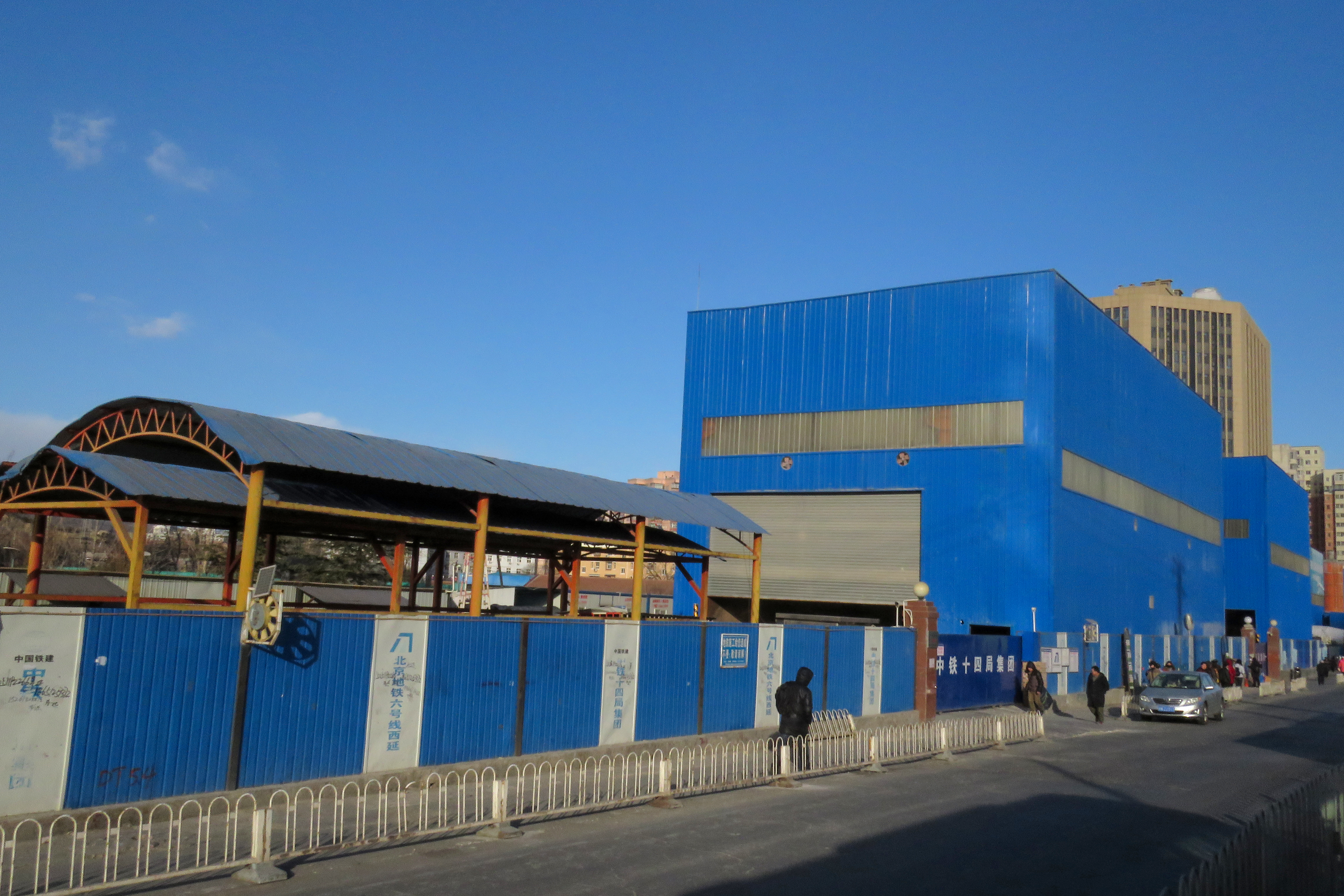
苹果园站6号线工地

为配合苹果园交通枢纽建设，北京地铁6号线部分虽然已建成站台主体结构，但是并未随6号线西延段在2018年12月30日一同开通，列车以大约70km/h的速度通过不停车；而北京地铁1号线苹果园站则于2020年4月18日起进行封站改造。
根据施工计划，苹果园站于2021年12月31日恢复运营时率先开放6号线和S1线。待1号线改造完成后，将可实现北京地铁1号线、6号线和S1线的三线换乘，并可转乘多条公交线路。然而直至2024年，苹果园站仅6号线和S1线开放，1号线部分仍未施工完毕。
2024年3月，中国中铁隧道工程局在北京石景山体育场南路占路进行北京地铁1号线支线施工并安装施工公告，公告称，为了实施1号线支线建设，八角游乐园站计划自2024年7月起至2027年封站改造，该站以西的古城站、苹果园站则封闭到2025年2月，这一计划正在等待北京市人民政府的批准。受此影响，苹果园站地铁1号线部分的施工时间可能会被迫进一步延长。

## 車站構造

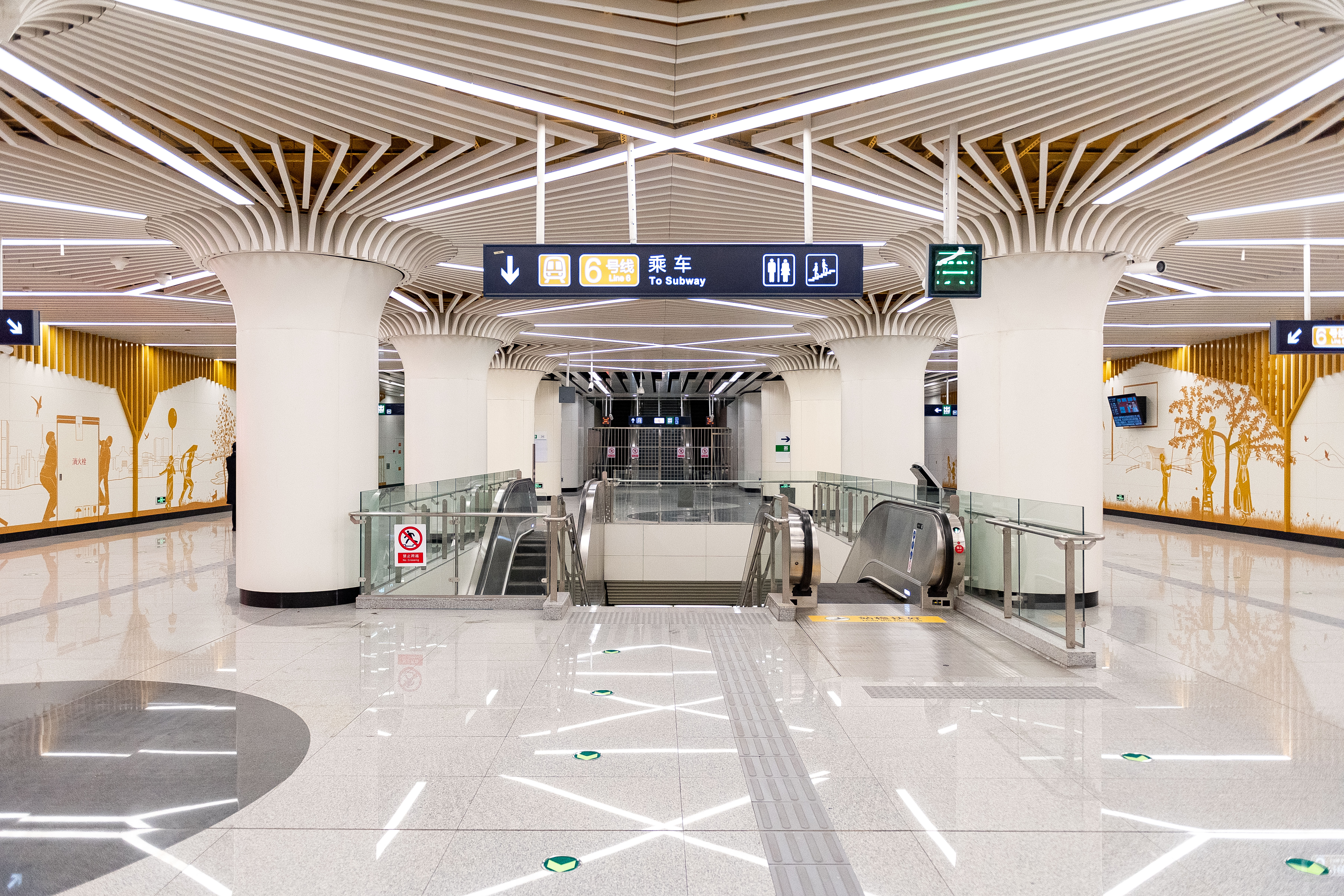
6号线站厅

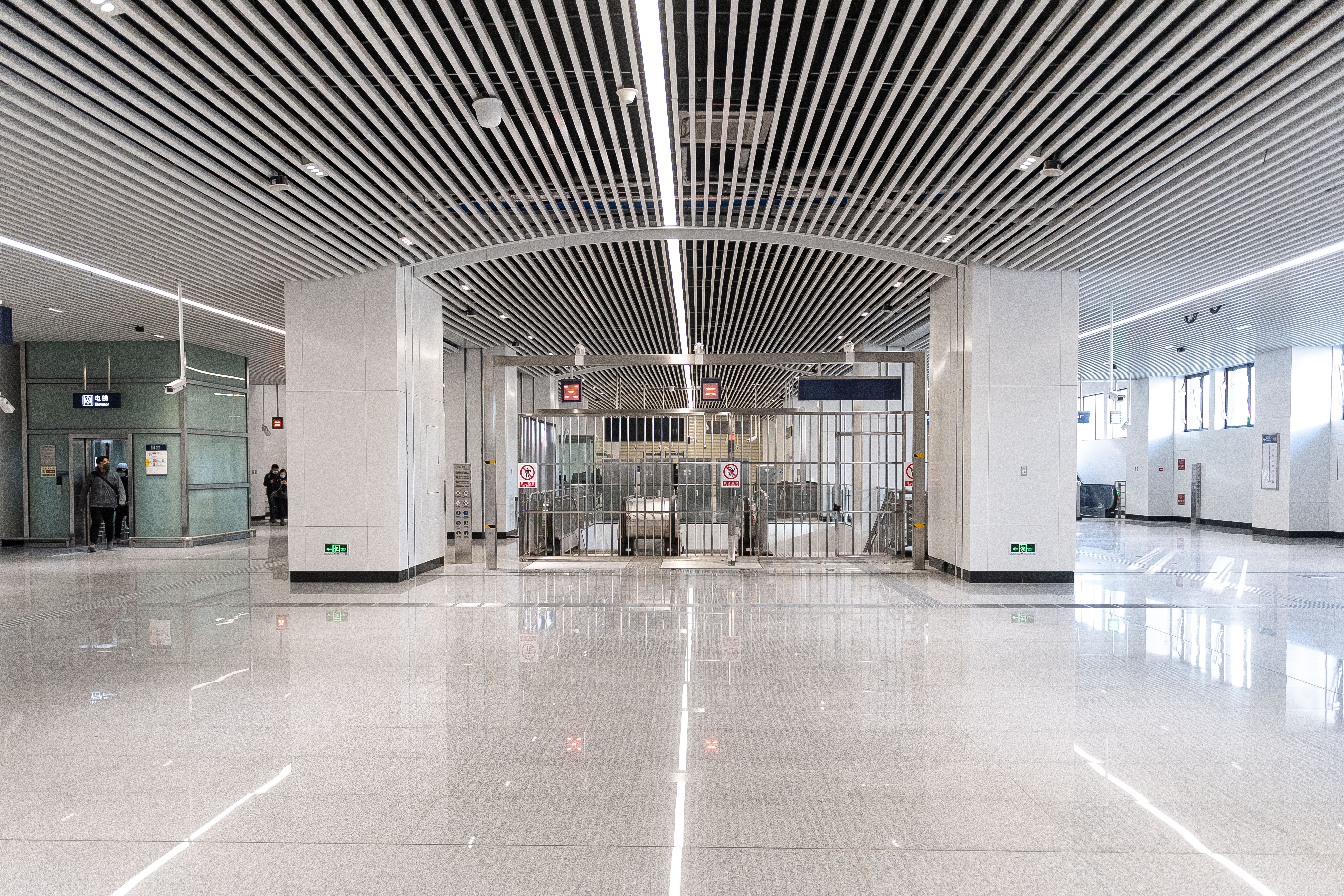
S1线站厅

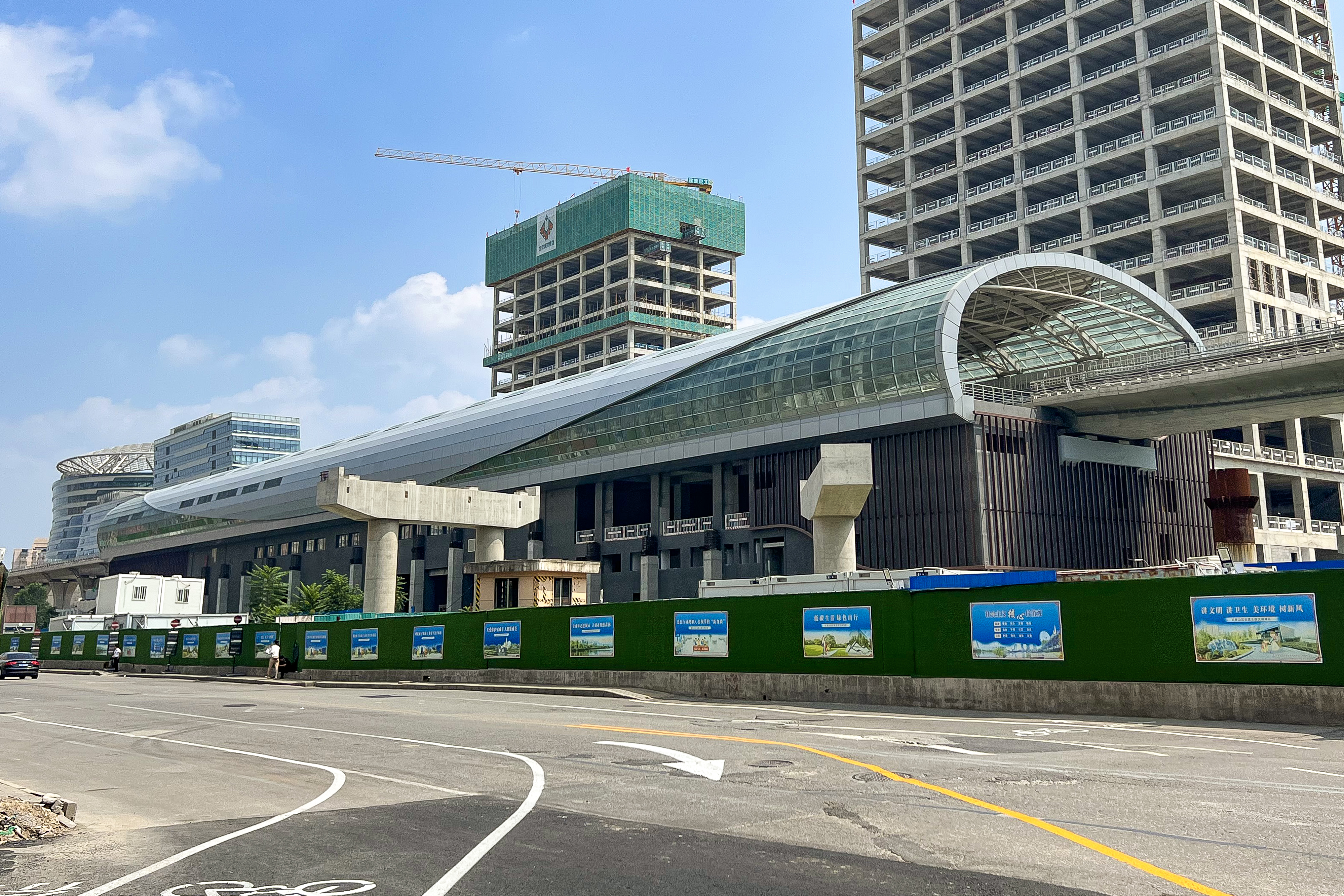
S1线车站北立面

苹果园站的1号线部分为地下侧式站台车站，没有站厅层，但有通道供乘客免费换向。站台北端设有一条交叉渡线，值得一提的是，该渡线亦是《警察故事2013》的拍摄地之一。6号线月台西端则设有一条存车线。S1线西端及东端各设有一条渡线分别供列车进行站前或站后折返。
由于苹果园站将封站改造，2016~2017年在1号线实施的加装站台门工程并未同期在苹果园站实施，也使得苹果园站成为北京地铁系统最后一个没有安装站台门的运营车站。
在2020年4月18日本站1号线站台暂停运营之前，本站构造如下：
| 地面     | 1号线站厅          | 售票机、问询中心、安检、进出站闸机 |                    |                    |
| 地下一层 | 侧式站台，右侧开门 | 侧式站台，右侧开门                 | 侧式站台，右侧开门 | 侧式站台，右侧开门 |
|          |                    | 1号线终点站 下客站台               |                    |                    |
|          |                    | 1号线往四惠东（古城）              |                    |                    |
|          | 侧式站台，右侧开门 |                                    |                    |                    |

2021年12月31日6号线和S1线开通后，由于站内楼层示意图未标出改造中的1号线站台层，故当前本站构造如下：
| 三层     | 侧式站台，右侧开门 | 侧式站台，右侧开门                 | 侧式站台，右侧开门 | 侧式站台，右侧开门 |
|          |                    | S1线往石厂（金安桥）               |                    |                    |
|          |                    | S1线终点站 下客站台                |                    |                    |
|          | 侧式站台，右侧开门 |                                    |                    |                    |
| 二层     | S1线站厅           | 售票机、问询中心、安检、进出站闸机 |                    |                    |
| 地面     |                    | 出入口                             |                    |                    |
| 地下一层 | 换乘通道           | 来往 S1线及 6号线换乘通道          |                    |                    |
| 地下二层 | 6号线站厅          | 售票机、问询中心、安检、进出站闸机 |                    |                    |
| 地下三层 |                    | 6号线往金安桥（终点站）            |                    |                    |
|          | 岛式站台，左侧开门 |                                    |                    |                    |
|          |                    | 6号线往潞城（杨庄）                |                    |                    |

## 出入口
1号线本站暂停运营前苹果园站设有四个出入口，且均设有供残疾人士使用的坡道。2020年暂时停止营运后，1号线出入口和站厅因改造需要均被拆除。2021年12月31日，6号线和S1线开通。6号线和S1线共新建6个出入口，其中5个已经启用。
原A-D出入口、E、F出入口位于苹果园南路北侧，G、H出入口位于苹果园南路南侧，I、J出入口位于阜石路北侧，周边为住宅区和小商铺，并有公交接驳站。目前I口只能从J口北侧的有盖通道进入。
|                             |                    |                  |      |            |
|                             |                    |                  |      |            |
| 编号                        | 指示               | 建议前往的目的地 | 照片 | 无障碍设施 |
| 连通 6号线站厅              |                    |                  |      |            |
| 出口 · E                    | 苹果园南路（北侧） |                  |      | 不適用     |
| 出口 · F · 轮椅辅助车标志   | 苹果园南路（北侧） |                  |      |            |
| （暂缓开通）                | 苹果园南路（南侧） |                  |      |            |
| 出口 · H · 轮椅辅助车标志   | 苹果园南路（南侧） |                  |      |            |
| 连通 S1线站厅               |                    |                  |      |            |
| 出口 · I                    | 阜石路（北侧）     |                  |      | 不適用     |
| 出口 · J                    | 阜石路（北侧）     | 京西大悦城       |      | 不適用     |
| 註： 設有 \| 設有輪椅輔助車 |                    |                  |      |            |

原1号线本站出入口如下：
|                                          |                    |      |  |
| 编号                                     | 建议前往的目的地   | 照片 |  |
| 连通 1号线西站厅（往环球度假区方向站台） |                    |      |  |
| 出口 · A · 轮椅升降台标志                | 苹果园南路（北侧） |      |  |
| 出口 · B · 轮椅升降台标志                | 苹果园南路（北侧） |      |  |
| 连通 1号线东站厅（往福寿岭方向站台）     |                    |      |  |
| 出口 · C · 轮椅升降台标志                | 苹果园南路（北侧） |      |  |
| 出口 · D · 轮椅升降台标志                | 苹果园南路（北侧） |      |  |
| 註： 設有輪椅升降台                      |                    |      |  |

### 临近地点
- 中关村科技园区石景山园（首特创业园）
- 首师大附属苹果园中学
- 苹果园四区小区